# Nguyễn Văn Bình (thiếu tướng 2019)
Nguyễn Văn Bình (sinh 1963) là sĩ quan cấp cao trong Quân đội nhân dân Việt Nam, hàm Thiếu tướng, hiện đang giữ chức Phó Chính ủy Tổng cục Kỹ thuật (2019-nay)

## Thân thế sự nghiệp
Nguyễn Văn Bình sinh ngày 5 tháng 8 năm 1963 tại Hòa Long, TP. Bắc Ninh, tỉnh Bắc Ninh
Từ 1982-1985, học viên Trường Sĩ quan Pháo binh
Từ 1985-1988, công tác tại Lữ đoàn 675
Từ 1988-1989, học viên chuyển loại chính trị tại Trường Sĩ quan Pháo binh
Từ 1995-1997, học viên Học viện Chính trị, đào tạo cấp trung sư đoàn
Từ 1997-1999, Đại đội trưởng, Phó Tiểu đoàn trưởng về chính trị tại Trường Sĩ quan Pháo binh
Từ 1999-2005, Trưởng ban Thanh niên, Cục Chính trị, Tổng cục Kỹ thuật
Từ 2005-2006, Phó Hiệu trưởng về chính trị, Phó Chính ủy Trường Trung cấp kỹ thuật xe máy, Tổng cục Kỹ thuật
Từ 2006-2012, Phó Trưởng phòng Tuyên huấn, Cục Chính trị, Tổng cục Kỹ thuật
Từ 2012-2015, Phó Chủ nhiệm Chính trị Tổng cục Kỹ thuật. Tham gia học lớp chỉ huy tham mưu chiến dịch chiến lược ngắn hạn 6 tháng tại học viện Quốc phòng (2013).
Từ 2015-2017, Chính ủy Cục Xe-Máy, Tổng cục Kỹ thuật, Bí thư Đảng ủy Cục.
Từ 2017-2019, Chủ nhiệm Chính trị Tổng cục Kỹ thuật
Từ 2019-2023, Phó Chính ủy Tổng cục Kỹ thuật.
Thiếu tướng (5.2019)